# Chiesa di San Siro (Faido)
La chiesa parrocchiale di San Siro è un edificio religioso romanico che si trova a Mairengo, frazione di Faido in Canton Ticino.

## Storia
La chiesa risale probabilmente all'XI secolo, anche se fu citata per la prima volta nel secolo successivo: la menzione apparve nel 1171 e l'edificio fu indicato come appartenente alla vicinia di Faido.
La chiesa, tuttavia, fu radicalmente modificata nel Cinquecento, quando fu dotata di due cori di forma rettangolare. Nello stesso secolo, e più precisamente fra il 1574 e il 1575, fu realizzato il campanile.

## Descrizione
Esternamente, si presenta con una facciata decorata da arcatelle cieche. Il lato destro, coperto da una tettoia, ospita un ciclo di affreschi in stile tardogotico.
Internamente si conservano affreschi del milanese Gerolamo Gorla (1558), nonché analoghe pitture che coprono un arco temporale che va dal Quattrocento al Seicento. A maestranze tedesche si deve un altare a portelli risalente agli anni 1510-1520, opera ospitata all'interno di uno dei cori.